# Kolonia Oporów
Kolonia Oporów (do końca 2017 roku Oporów-Kolonia) – osada w Polsce położona w województwie łódzkim, w powiecie kutnowskim, w gminie Oporów.
W latach 1975–1998 miejscowość administracyjnie należała do województwa płockiego.